# Mastigoproctus giganteus
Mastigoproctus giganteus (лат.) — вид паукообразных из отряда телифонов. Обитают в южной части США и в Мексике.

## Описание
Длина до 40—60 мм, не считая хвостовой нити. У представителей вида 8 глаз, по три по сторонам головы и два спереди. При этом зрение у существа слабое. Как и все телифоны, имеют длинную хвостовую нить.

## Классификация
Выделяют три подвида Mastigoproctus giganteus:
- Mastigoproctus giganteus giganteus (Lucas, 1835)
- Mastigoproctus giganteus scabrosus (Pocock, 1902) — Мексика
- Mastigoproctus giganteus mexicanus (Butler, 1872) — Мексика